# Большая Сулага
Большая Сулага — село в Новокузнецком районе Кемеровской области. Входит в состав Кузедеевского сельского поселения.

## География
Центральная часть населённого пункта расположена на высоте 300 метров над уровнем моря.

## Население
По данным Всероссийской переписи населения 2010 года, в селе Большая Сулага проживает 3 человека (2 мужчины, 1 женщина).